# 美奈月ゆう
美奈月 ゆう（みなづき ゆう、1998年5月1日 - ）は、日本の女性ファッションモデル、元・子役。兵庫県出身。株式会社プラチカ所属。旧芸名は吉識優（よしき・ゆう）。

## 出演

### テレビ番組
- 金曜いただきっ（サンTV、2008年）
- おとなの学力検定スペシャル小学校教科書クイズ（日本テレビ、2008年）
- ピラメキーノ（テレビ東京、2009年）

### 雑誌
- 小学四年生（小学館、2008年度） - 準グランプリ受賞[1]
- ニコ☆プチ（新潮社、2008年）

### DVD
1. ゆう&YOU（EIC-BOOK、2010年）

### 映画
- click ※宝塚造形芸術大学制作映画

### ドラマ
- あかんか（サンテレビ）

### CM
- 小林製薬 熱さまシート
- NTT西日本 DENPO2006
- 保育所ちびっこランド（インフォマーシャル）

### PV
- コブクロ「未來への帰り道」

### イベント
- MAZDA 新車発表会（2008年）